# 瓜達拉馬戰役
瓜達拉馬戰役 (西班牙語：Batalla de Guadarrama, 又稱Batalla de Somosierra)是西班牙內戰初期的一場戰役，效忠西班牙共和國的部隊與國民軍在瓜達拉馬山脈交戰。

## 歷史
1936年7月18日，西班牙發生了親法西斯派政變，叛軍將領埃米利奧·莫拉計畫派部隊從納瓦拉出發，迅速通過索莫謝拉隘道後，向馬德里突襲並攻佔之。
戰役發生於7月24日，由卡洛斯黨(里卡多·拉達上校指揮)和長槍黨組成的叛軍向瓜達拉馬地區進軍，並占領了布勞霍斯及比利亞維哈火車站。但他們向高地區進軍時，卻被弗朗西斯科·加蘭上尉指揮的共和軍擊退。
經過激烈的戰鬥後，共和軍(含數個民兵團及新組建之第五軍團)成功擊退了試圖入侵首都的敵軍。

## 外部連結
- Cerro Pelado y Paredes de Buitrago （页面存档备份，存于）

41°9′26.7″N 3°35′6.3″W / 41.157417°N 3.585083°W